# BSON
BSON (англ. Binary JavaScript Object Notation) — формат электронного обмена цифровыми данными, бинарная форма представления простых структур данных и ассоциативных массивов (которые в контексте обмена называют объектами или документами). Является надмножеством JSON, включая дополнительно регулярные выражения, двоичные данные и даты.

## Типы данных и синтаксис
BSON-документы (объекты) состоят из сортированных списков элементов. Каждый элемент состоит из имени поля, типа и значения. Имена полей — это строки. Типы включают:
- string — строка,
- int — целое число,
- double — число с плавающей запятой двойной точности,
- DateTime — дата,
- byte[] — массив байтов (бинарные данные),
- bool — булевые (True и False),
- null — «Null» (специальное значение),
- BsonObject — BSON-объект,
- BsonObject[] — массив BSON-объектов.

Не все эти типы доступны в JSON, в котором, например, нет массива с типом «бинарные данные», но из-за ограничений по длине некоторые действительные значения JSON (такие как очень длинные строки) не являются действительными значениями BSON[уточнить].

## Эффективность
В сравнении с JSON, BSON спроектирован и для эффективного в отношении занимающего дискового пространства хранения данных, и скорости сканирования. Большие элементы в документе BSON имеют префикс с собственной длиной  для облегчения сканирования.
BSON во многом аналогичен Protocol Buffers — реализации языково- и платформно-независимого формата для обмена данными, но BSON является более свободным от схемы данных. Тем самым, бо́льшая гибкость BSON уменьшает преимущества в производительности в случае, когда схема определена.